# Tomasz Lisowski (judoka)
Tomasz Lisowski (ur. 30 czerwca 1986) – polski judoka. Syn judoki Leszka Lisowskiego, brat judoki Marka Lisowskiego.
Były zawodnik klubów: UKS-GKJ Głogów (2000-2006), GKS Czarni Bytom (2006-2010), KS Judo Szczecin (2011-2013). Trzykrotny wicemistrz Polski seniorów w kategorii do 81 kg (2008, 2010, 2011). Ponadto m.in. dwukrotny młodzieżowy mistrz Polski (2007, 2008). Dwukrotny uczestnik młodzieżowych mistrzostw Europy (2007, 2008).